# Таращанська вулиця (Київ)
Тараща́нська ву́лиця — вулиця у Святошинському районі міста Києва, місцевість Новобіличі. Пролягає від Таращанського провулку до вулиці Рахманінова.
Прилучається Кам'янець-Подільський провулок.

## Історія
Вулиця виникла у першій половині XX століття під назвою 398-а Нова. Сучасна назва — з 1944 року, на честь м. Тараща на Київщині.